# Slavko Večerin
Slavko Večerin (Palić, 6. lipnja 1957. – Kikinda, 26. kolovoza 2022.) bio je prelat Katoličke Crkve i biskup subotički.

## Životopis
Rodio se na Paliću 1957. godine. U Subotici završio osnovnu i gimnaziju. Studirao od 1977. do 1983. bogoslovlje na Bogoslovnom fakultetu Sveučilišta u Zagrebu. U Subotici je zaređen za svećenika 14. kolovoza 1983. godine. Prvo je bio kapelan u župi Presvetoga Trojstva u Somboru. Od 1985. godine upraviteljem je župe sv. Pavla u Baču, u Tovariševu i Deronjama, sve do 8. srpnja 1991. godine. Zatim je bio duhovnikom subotičkoga sjemeništa Paulinuma te arhivarom biskupske pismohrane. Od 1994. godine je biskupijski tajnik. Bio je član Prezbiterskoga i Liturgijskoga vijeća Subotičke biskupije. Godine 1995. imenovan je bajmačkim župnikom i biskupskim savjetnikom. Usporedno s tom dužnošću od 28. studenog 2005. godine obnaša i dužnost generalnoga vikara Subotičke biskupije. Subotički biskup Ivan Penzeš je predložio, a vácki biskup Miklós Beer ga je 15. veljače 2004. godine izabrao i postavio naslovnim opatom Blažene Djevice Marije od Ákosmonostora. Sveta Stolica je Večerina odlikovala naslovom Prelata Njegove Svetosti. Dana 8. rujna 2020. papa Franjo imenovao ga je subotičkim biskupom. Preminuo je od posljedica moždanoga udara u večernjim satima 26. kolovoza 2022. godine u Domu za smještaj odraslih i starijih osoba Zrenjaninske biskupije „Misericordia“ u Kikindi.

## Vanjske poveznice
- (engl.) Catholic-Hierarchy